# Manuel Outumuro
Manuel Outumuro   (A Merca, 9 de setembre de 1949) és un fotògraf de moda espanyol.

## Biografia
De ben petit es va traslladar a Barcelona, on es va formar com a dissenyador gràfic a l'Escola Massana i on sempre ha residit, exceptuant un parèntesi de quatre anys a Nova York.
Va ser col·laborador de la revista Por Favor i director d'art del suplement La Vanguardia-Mujer. Va impartir classes a l'Escola Eina durant cinc anys en la modalitat de Direcció d'Art. Va ser membre de la junta directiva del ADG-FAD (Associació de Dissenyadors Gràfics del Foment dels Arts i el Disseny). Durant els anys que va residir a Nova York, va col·laborar com a dissenyador gràfic i il·lustrador en diferents publicacions.
El 1990 inicià la seva activitat com a fotògraf i ha publicat en diferents revistes internacionals (Vogue, Elle, Zest) i espanyoles (Telva, Fotogramas, Woman, La Vanguardia, El Mundo, Elle, El País i especialment i d'una forma continuada a Marie Claire). La càmera d'Outumuro és un testimoni excepcional documentant la història de la indumentària en aquest últim canvi de segle. Les seves fotografies de moda, organitzades en un ampli arxiu amb més de 10.000 negatius i una gran quantitat de material digital, constitueixen un document únic que reflecteix una part de la història de la moda en aquests últims vint anys. Aquest material segueix ampliant-se amb les seves contínues col·laboracions en diverses publicacions.
En un altre vessant, el seu arxiu constitueix també una memòria visual única on es troba gran part de la història del cinema espanyol dels últims 20 anys. Entre els seus últims projectes, cal destacar el ser comissionat pel Ministeri de Cultura i la Fundació Balenciaga per fotografiar els vestits històrics del nou Museu Cristóbal Balenciaga.
Ha estat guardonat en diverses edicions amb els premis Lux de Oro de l'Associació de Fotògrafs Professionals i ha rebut diversos Laus d'Or. Ha estat distingit amb el premi ARI com a millor fotògraf de l'any 2002 atorgat per l'Associació d'Editors de Revistes d'Informació. El seu estudi de Barcelona, establert en el Palau Palmerola (segle xviii), ha rebut el Premi ACCA 2002 (Associació Catalana de Crítics d'Art) a la iniciativa privada de la recuperació del patrimoni.
El novembre de 2022 és galordanat amb el Lucie Award, considerat -per la seva rellevància- com l'Oscar de la fotografia, per la seva trajectòria en moda.